# ۳۳۰ نورت واباش
۳۳۰ نورت واباش، (به انگلیسی: 330 North Wabash) آسمان‌خراش ۵۲ طبقه به ارتفاع ۲۱۱ متر، با کاربری اداری-تجاری است، که در شهر شیکاگو، ایلینوی، ایالات متحده آمریکا مستقر می‌باشد. پروژه ساخت این ساختمان در سال ۱۹۷۰ آغاز شد و در سال ۱۹۷۳ تکمیل و افتتاح گردید.

## نگارخانه

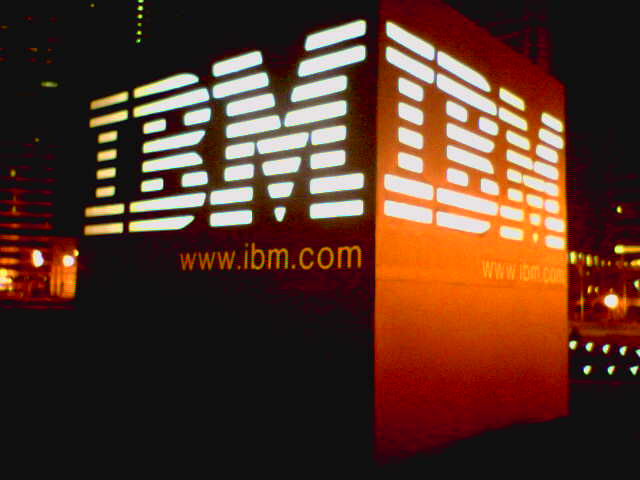